# أول بسكويت لها
أول بسكويت لها (بالإنجليزية: Her First Biscuits) هو فيلم أبيض وأسود كوميدي صامت أمريكي قصير صدر عام 1909 كتبه فرانك إي وودز وأخرجه ديفيد غريفيث وبطولة جون آر. كمبسون وفلورنس لورانس. عند إصداره في يونيو 1909، تم توزيع الفيلم على دور العرض على "بكرة مقسمة"، وهي بكرة عرض واحدة تستوعب أكثر من فيلم سينمائي واحد. وقد شارك بكرته مع فيلم قصير آخر من إنتاج شركة بيوغراف أخرجه ديفيد غريفيث، وهو الفيلم الدرامي الزنابق الباهتة. تم الاحتفاظ بطبعات كلا الفيلمين في أرشيف الأفلام بمكتبة الكونجرس.

## روابط خارجية
- أول بسكويت لها  في قاعدة بيانات الأفلام على الإنترنت (بالإنجليزية)